# RK Vardar 1961
RK Vardar 1961 (makedonsky: РК Вардар 1961), plným názvem Rakometen klub Vardar 1961, je severomakedonský mužský házenkářský klub ze Skopje. Byl založen roku 1961. Je součástí sportovní jednoty Vardar, která byla založena roku 1947. Je nejúspěšnějším házenkářským klubem v zemi. K jeho největším úspěchům patří dvě vítězství v Lize mistrů EHF, nejprestižnější klubové soutěži v Evropě. Dosáhl jich v sezónách 2016–17 a 2018–19. Třikrát byl též v semifinále Poháru vítězů pohárů (1998–99, 2004–05, 2010–11). Má též patnáct domácích mistrovských titulů (1998–99, 2000–01, 2001–02, 2002–03, 2003–04, 2006–07, 2008–09, 2012–13, 2014–15, 2015–16, 2016–17, 2017–18, 2018–19, 2020–2021, 2021-2022) a šestnáct domácích pohárů (1997, 2000, 2001, 2003, 2004, 2007, 2008, 2012, 2014, 2015, 2016, 2017, 2018, 2021, 2022, 2023). Zúčastňuje se též jihoevropské SEHA ligy, kterou pětkrát vyhrál (2011–12, 2013–14, 2016–17, 2017–18, 2018–19). Své domácí zápasy hraje ve Sportovním centru Jane Sandanski (Спортскиот центар „Јане Сандански“). Hala byla postavena v roce 2012 a pojme 6500 diváků. Klubovými barvami jsou červená a černá. Klub je v zemi velmi populární, po jeho druhém vítězství v Lize mistrů přišlo jeho hráče po příletu z místa finále přivítat 250 tisíc fanoušků. K nejznámějším hráčům klubu patří Rus Timur Dibirov, Španěl Alex Dujshebaev nebo Chorvaté Igor Karačić a Ivan Čupić. Slavným brankářem byl Arpad Sterbik. V letech 2011–2012 v klubu působil i český házenkář Jan Sobol.